# Jean Ier de Montfaucon

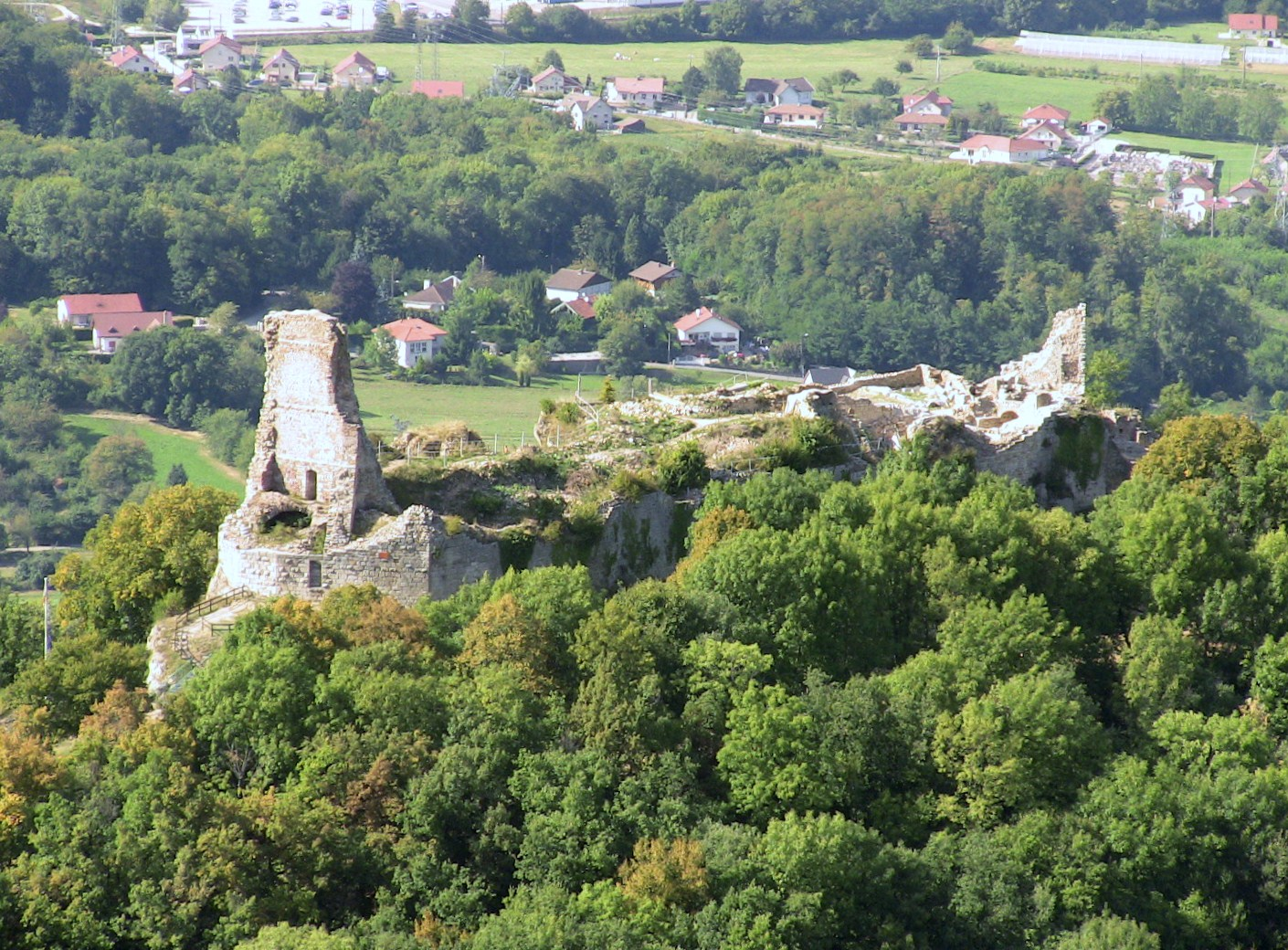
Château féodal de Montfaucon

Jean Ier de Montfaucon, (? - septembre 1306), nommé aussi Jean de Montbéliard, est seigneur de Montfaucon, d'Orbe et d'Échallens.

## Biographie
Avec son frère Gauthier II il participe comme médiateur à la soumission de Besançon à Rodolphe Ier et en 1290 au traité de paix qui en résulte. Cinq ans plus tard ils font partie des grands barons de Franche-Comté qui épaulent Jean Ier de Chalon-Arlay dans le conflit opposant ceux-ci à Philippe IV de France pour garantir leur indépendance et la suzeraineté du Saint-Empire romain germanique. En 1297 ils participent à l'alliance faite avec Édouard Ier d'Angleterre contre le roi de France.
En 1298, le dimanche après la saint Mathieu, par un acte daté de Montbenon (Isère) : "Béatrice de Faucigny, fille de Pierre, du consentement de son mari le Dauphin Humbert d'Albon, restituer à son très-bien-aimé cousin, Jean de Montfaucon, fils d'Amey (Amédée), le Château d'Yverdon, la ville et la châtellenie, leurs appendances et appartenances, sans autre réserve que celle du fief.

## Famille

### Ascendance
Il est le fils d'Amédée III de Montfaucon et de Mathilde de Sarrebruck.

### Mariages et succession
Il épouse en premières noces Marguerite, (? - 25 octobre 1297), fille de Jean Ier de Châteauvillain et de Jeanne de Milly (Châteauvillain du Jura était une baronnie située entre celle Nozeroy et celles de Saint-Claude), puis en secondes noces Isabeau, fille d'Adam IV vicomte de Melun. De ces deux mariages il n'eut pas d'enfant, il désigne donc son frère Gauthier II son héritier .

## Sources
- Frédéric Charles Jean Gingins-La Sarraz, Recherches historiques sur les acquisitions des sires de Montfaucon et de la maison de Chalons dans le pays-de-Vaud, G. Bridel, 1857 (lire en ligne), p. 65 à 82.
- Geneall, Jean I de Montbéliard, .
- Médiéval Généalogie, Jean I de Montfaucon, .